# Premi Lumière 2004
La cerimonia di premiazione della 9ª edizione dei Premi Lumière si è svolta il 17 febbraio 2004 al Cinéma des Cinéastes di Parigi ed è stata presieduta da Patrice Chéreau.

## Vincitori
- Miglior film: Appuntamento a Belleville (Les triplettes de Belleville), regia di Sylvain Chomet
- Miglior regista: Alain Resnais - Mai sulla bocca (Pas sur la bouche)
- Miglior attrice: Sylvie Testud - Stupore e tremori
- Miglior attore: Bruno Todeschini - Son frère
- Migliore sceneggiatura: Julie Bertucelli, Roger Bohbot e Bernard Renucci - Da quando Otar è partito (Depuis qu'Otar est parti)
- Migliore promessa femminile: Sasha Andres – Elle est des nôtres
- Migliore promessa maschile: Grégori Derangère - Bon Voyage
- Miglior film francofono: Le invasioni barbariche (Les invasions barbares), regia di Denys Arcand